# Rheum rhabarbarum
El ruibarbo (Rheum rhabarbarum) es una especie de planta fanerógama de la familia Polygonaceae. Se cultiva como verdura por su tallo comestible.

## Descripción
El ruibarbo proviene de China y fue introducido en Europa en el siglo XIV por la Ruta de la Seda a través de puertos como Alepo y Esmirna. Más tarde, llegó al continente a través de nuevas rutas marítimas y también por vía terrestre cruzando Rusia. Su altura es de hasta tres metros y consta de grandes hojas con peciolos gruesos cuyo grosor oscila entre 2 y 5 centímetros. El color del peciolo varía entre el verde y el rojo, y es la única parte comestible ya que sus hojas son potencialmente tóxicas.
Su tallo subterráneo es un rizoma que le sirve para almacenar nutrientes durante el invierno.

## Propiedades
El ruibarbo es la planta comestible con mayores concentraciones de ácido oxálico, superando a la espinaca. A causa de esto, cuando se mezcla con metales como hierro, calcio o zinc, el organismo no puede absorberlos de forma efectiva. También puede causar que minerales como el calcio se concentren en ciertas partes del cuerpo de forma no deseada; esto a su vez puede causar la formación de cálculos renales. En grandes cantidades el ácido oxálico puede provocar varios tipos de desórdenes, incluyendo enfermedades del tracto pancreático y biliar como la enfermedad de los intestinos con inflamación crónica, el síndrome del nudo ciego y el síndrome del crecimiento bacteriano. Además puede empeorar trastornos médicos como la hiperuricemia y la gota.
En el ruibarbo, la mayor concentración de ácido oxálico se encuentra en sus hojas, motivo por el cual estas no son comestibles. El peciolo de la planta también contiene ácido oxálico, aunque en menor medida, por lo que al consumirlo el esmalte dental es atacado adquiriendo temporalmente una textura áspera, aunque no se han señalado daños irreparables en la dentadura.
La planta vive varios años. En invierno esta pierde sus hojas y sobrevive gracias a los nutrientes almacenados en su rizoma, reapareciendo en primavera. Su cosecha se realiza antes del comienzo del verano; esto es a causa de que la concentración de ácido oxálico aumenta a medida que la planta desarrolla sus hojas. Para el verano el nivel de ácido oxálico es dañino para el consumo humano, y para el otoño es potencialmente tóxico.

## Consumo y utilización
El ruibarbo se utiliza frecuentemente en la medicina tradicional china para tratar el estreñimiento y la inflamación por "calor" en el intestino debido a sus propiedades "refrigerantes" y su tropismo hacia los intestinos.
El tallo del ruibarbo puede consumirse crudo aderezándolo como ensalada, y también cocido, en forma de compota, mermelada o como relleno del pastel de ruibarbo o de empanadas.
Por su alto contenido de antraquinonas, sus extractos se utilizan para el tratamiento de las aftas y otras afecciones de las mucosas bucales y sus infusiones se usan como laxantes. También se utiliza en purgantes, en particular para desparasitar.

## Taxonomía
Rheum rhabarbarum fue descrita por Carlos Linneo y publicado en Species Plantarum 1: 372. 1753.
Sinonimia
- Rhabarbarum verum Garsault
- Rheum franzenbachii Münter
- Rheum franzenbachii var. mongolicum Münter
- Rheum undulalum L.
- Rheum undulatum var. longifolium C.Y. Cheng & T.C. Kao[10]

## Nombres comunes
- Ruibarbo de Alejandría, de Levante, de Persia, de Turquía, de la China, de Moscovia, de la India, holandés o dinamarqués.[11]